# Тур де Ски 2015
Тур де Ски 2015 — девятая в истории многодневная лыжная гонка под эгидой Международной федерации лыжного спорта. Стартовала 3 января 2015 года в немецком Оберстдорфе, а финишировала 11 января на склоне горы Альпе де Чермис в Италии.
Защищали звания победителей норвежцы Мартин Йонсруд Сундбю и Тереза Йохауг. Сундбю успешно защитил звание победителя, выиграв второй Тур де Ски в своей карьере. Летом 2016 года Сундбю был дисквалифицирован за превышение дозировки сальбутамола и лишён победы в Тур де Ски 2015 года. Победа перешла к Петтеру Нортугу.
Йохауг стала второй в общем зачёте, уступив только подруге по команде Норвегии Марит Бьёрген, которая впервые выиграла лыжную многодневку.
Женская сборная Норвегии установила в рамках гонки абсолютный рекорд: скандинавки не только выиграли все этапы гонки, но и во всех гонках занимали весь пьедестал почёта. В общем зачёте норвежки заняли четыре первых места.

## Этапы

### Мужчины
| Этап | Дата           | Место проведения | Дисциплина                    | Победитель          | Второе место       | Третье место          |
| ---- | -------------- | ---------------- | ----------------------------- | ------------------- | ------------------ | --------------------- |
| 1.   | 3 января 2015  | Оберстдорф       | 4,4 км пролог СС              | Дарио Колонья       | Калле Хальварссон  | Петтер Нортуг         |
| 2.   | 4 января 2015  | Оберстдорф       | 15 км преследование КС        | Петтер Нортуг       | Алекс Харви        | Калле Хальварссон     |
| 3.   | 6 января 2015  | Валь-Мюстаир     | Спринт СС                     | Федерико Пеллегрино | Петтер Нортуг      | Мартин Йонсруд Сундбю |
| 4.   | 7 января 2015  | Тоблах           | 10 км индивидуальная гонка КС | Алексей Полторанин  | Евгений Белов      | Мартин Йонсруд Сундбю |
| 5.   | 8 января 2015  | Тоблах           | 25 км преследование СС        | Петтер Нортуг       | Калле Хальварссон  | Мартин Йонсруд Сундбю |
| 6.   | 10 января 2015 | Валь-ди-Фьемме   | 15 км масс-старт КС           | Тим Чарнке          | Алексей Полторанин | Дарио Колонья         |
| 7.   | 11 января 2015 | Валь-ди-Фьемме   | 9 км Финальная гора СС        | Роланд Клара        | Морис Манифика     | Мартин Йонсруд Сундбю |

используемые сокращения: КС — классический стиль; СС — свободный стиль

### Женщины
| Этап | Дата           | Место проведения | Дисциплина                   | Победитель    | Второе место  | Третье место     |
| ---- | -------------- | ---------------- | ---------------------------- | ------------- | ------------- | ---------------- |
| 1.   | 3 января 2015  | Оберстдорф       | 3,2 км пролог СС             | Марит Бьёрген | Хейди Венг    | Рагниль Хага     |
| 2.   | 4 января 2015  | Оберстдорф       | 10 км преследование КС       | Марит Бьёрген | Хейди Венг    | Тереза Йохёуг    |
| 3.   | 6 января 2015  | Валь-Мюстаир     | Спринт СС                    | Марит Бьёрген | Хейди Венг    | Ингвильд Эстберг |
| 4.   | 7 января 2015  | Тоблах           | 5 км индивидуальная гонка КС | Марит Бьёрген | Тереза Йохёуг | Хейди Венг       |
| 5.   | 8 января 2015  | Тоблах           | 15 км преследование СС       | Марит Бьёрген | Хейди Венг    | Тереза Йохёуг    |
| 6.   | 10 января 2015 | Валь-ди-Фьемме   | 10 км масс-старт КС          | Тереза Йохёуг | Марит Бьёрген | Хейди Венг       |
| 7.   | 11 января 2015 | Валь-ди-Фьемме   | 9 км Финальная гора СС       | Тереза Йохёуг | Хейди Венг    | Марит Бьёрген    |

используемые сокращения: КС — классический стиль; СС — свободный стиль

## Результаты

### Мужчины
| Место | Лыжник            | Страна    | Время     |
| ----- | ----------------- | --------- | --------- |
| 1     | Петтер Нортуг     | Норвегия  | 3:27:14,4 |
| 2     | Евгений Белов     | Россия    | +12,6     |
| 3     | Калле Хальварссон | Швеция    | +30,7     |
| 4     | Дарио Колонья     | Швейцария | +1:33,1   |
| 5     | Роланд Клара      | Италия    | +2:00,7   |
| 6     | Никлас Дюрхауг    | Норвегия  | +2:04,0   |

| Место | Лыжник            | Страна   | Время |
| ----- | ----------------- | -------- | ----- |
| 1.    | Петтер Нортуг     | Норвегия | 2:01  |
| 2.    | Калле Хальварссон | Швеция   | 1:29  |
| 3.    | Евгений Белов     | Россия   | 1:11  |

### Женщины
| Место | Лыжница                | Страна   | Время     |
| ----- | ---------------------- | -------- | --------- |
| 1     | Марит Бьёрген          | Норвегия | 2:34:44.6 |
| 2     | Тереза Йохёуг          | Норвегия | +1:39.2   |
| 3     | Хейди Венг             | Норвегия | +1:59.5   |
| 4     | Рагниль Хага           | Норвегия | +7:32.2   |
| 5     | Элизабет Стивен        | США      | +7:41.8   |
| 6     | Эва Врабцова-Нывльтова | Чехия    | +8:29.4   |

| Место | Лыжница       | Страна   | Очки |
| ----- | ------------- | -------- | ---- |
| 1.    | Марит Бьёрген | Норвегия | 140  |
| 2.    | Хейди Венг    | Норвегия | 108  |
| 3.    | Тереза Йохёуг | Норвегия | 67   |